# Кравченко, Иван Хотович

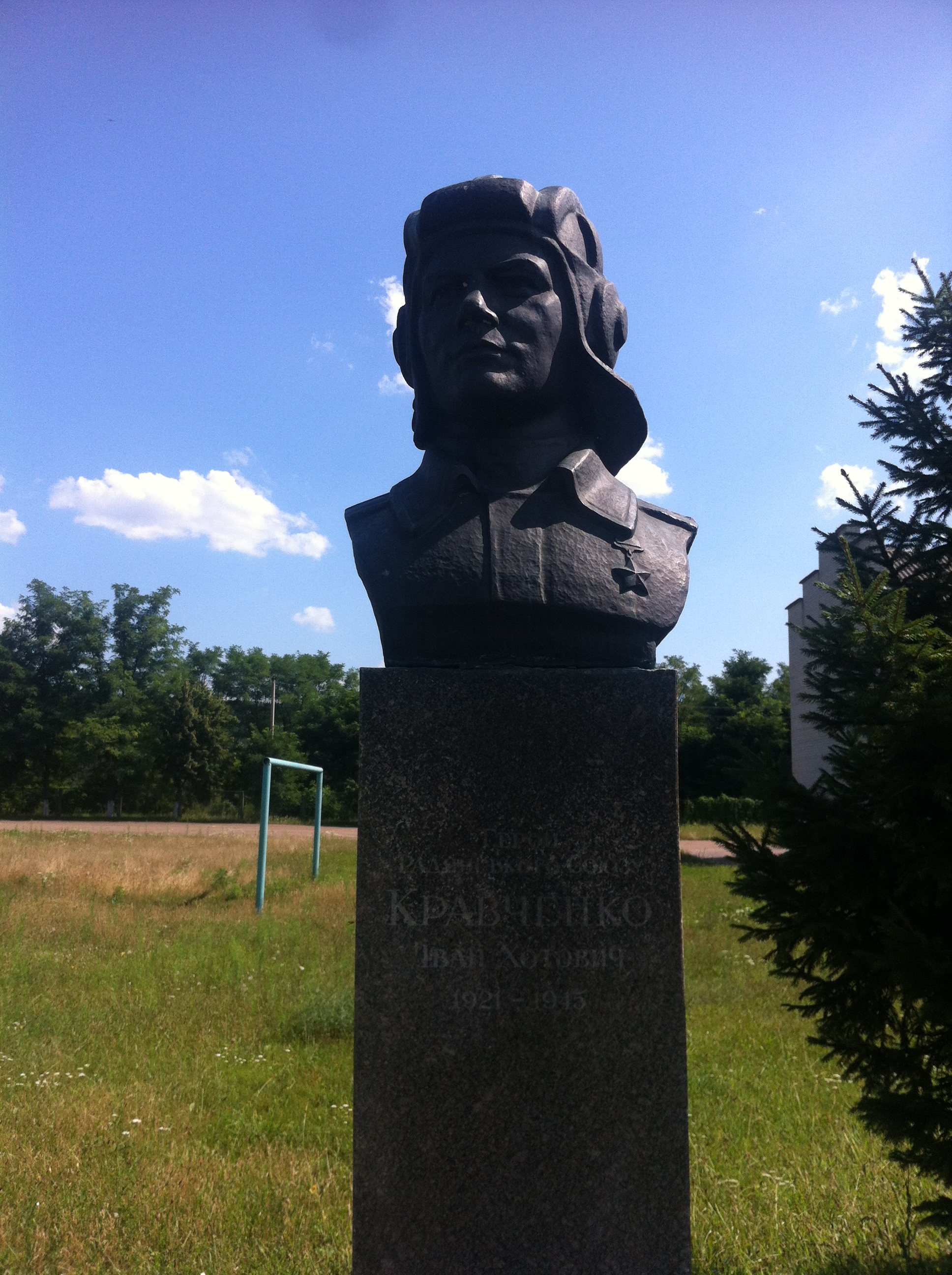
Бюст в селе Гнедин Киевской области.

Ива́н Хо́тович Кра́вченко (5 июля 1921, Гнедин, Черниговская губерния — 1 мая 1945, Германия) — советский офицер, танкист, участник Великой Отечественной войны, Герой Советского Союза (1945). Гвардии лейтенант РККА.
В годы Великой Отечественной войны — командир взвода танков Т-34, 3-го танкового батальона, 44-й гвардейской танковой бригады «Революционная Монголия» (11-й гвардейский танковый корпус, 1-я гвардейская танковая армия, 1-й Белорусский фронт). Особо отличился в январе 1945 года в ходе Висло-Одерской операции. 16 января 1945 года у населённого пункта Уляски-Гжмянце (в 14 км юго-западнее города Бялобжеги, Польша) его танковый взвод с боем прорвался к реке Пилица, овладел плацдармом, чем способствовал успешному форсированию реки основными силами танковой бригады.

## Биография
Иван Хотович Кравченко родился 5 июля 1921 года в крестьянской семье в селе Гнедин Броварской волости (укр. Броварська волость) Остёрского уезда Черниговской губернии Украинской Социалистической Советской Республики, ныне село — административный центр Гнединского сельского совета (укр. Гнідинська сільська рада (Бориспільський район)) Бориспольского района Киевской области Украины. Украинец.
В 1931—1937 годах учился в Гнединской начальной школе (ныне Гнединская общеобразовательная школа имени Петра Яцыка), увлекался историей, географией и естествознанием. Занимался спортом, играл в драматическом кружке, а также хорошо пел. С 1936 года работал в родном селе, затем — на одном из предприятий Киева.
В РККА — с сентября 1940 года, направлен в автобронетанковые войска.
Участник Великой Отечественной войны с июня 1941 года. В 1943 году окончил Сталинградское военное танковое училище.
17 июля 1944 года командир взвода Т-34 3-го танкового батальона 44-й гвардейской танковой бригады гвардии младший лейтенант И. Х. Кравченко действовал со своим взводом в разведке в составе группы гвардии капитана А. П. Иванова и первым вышел к государственной границе СССР на реке Буг. Разведав брод и с ходу форсировав реку, его взвод захватил на западном берегу реки железнодорожную станцию Клусув (ныне — в черте Червонограда), где уничтожил две бронеплощадки, эшелон с военными грузами и 4 паровоза. Противник пытался контратаковать танкистов-гвардейцев, вводя в бой до 10 танков. В течение двух дней советские гвардейцы-танкисты отбивали атаки, уничтожив, по советским данным, 4 тяжёлых танка «Тигр», два из которых записал себе на боевой счёт экипаж Ивана Кравченко. В его взводе при этом осталось два целых танка. Тем самым, гвардии младший лейтенант И. Х. Кравченко обеспечил плацдарм для переправы основных сил бригады. За этот эпизод командир 3-го танкового батальона гвардии капитан А. П. Иванов представил Кравченко к званию Героя Советского Союза, однако решением командующего войсками 1-й гвардейской танковой армии гвардии генерал-полковника танковых войск М. Е. Катукова и члена военного совета армии гвардии генерал-майора Н. К. Попеля он был награждён орденом Красного Знамени (23 августа 1944). Командир группы гвардии капитан А. П. Иванов был удостоен звания Героя Советского Союза.
С августа 1944 года — член ВКП(б).
Командир танкового взвода 44-й гвардейской танковой бригады (11-й гвардейский танковый корпус, 1-я гвардейская танковая армия, 1-й Белорусский фронт) гвардии лейтенант И. Х. Кравченко отличился в январе 1945 года в ходе Висло-Одерской операции. 16 января 1945 года у населённого пункта Уляски-Гжмянце (в 14 км юго-западнее города Бялобжеги, Польша) его танковый взвод с боем прорвался к реке Пилица, где разведав брод и преодолев реку, овладел плацдармом, чем способствовал успешному форсированию реки основными силами танковой бригады. 22 января был тяжело ранен.
Указом Президиума Верховного Совета СССР от 27 февраля 1945 года гвардии лейтенант Кравченко Иван Хотович был удостоен высокого звания Героя Советского Союза и награждён орденом Ленина.
Участник Берлинской операции. По воспоминаниям члена военного совета 1-й гвардейской танковой армии гвардии генерал-майора Н. К. Попеля, в ходе начавшегося прорыва Зееловских высот в полдень 16 апреля 1945 года бригада обогнала наступающую советскую пехоту и в трёх километрах от Зеелова встретились с упорно обороняющимся противником. По решению полковника И. И. Гусаковского было решено обойти Зеелов с юга, для чего танкисты нанесли удар на юго-запад, овладев фольварком Людвигслуст:

Первыми ворвались сюда танки взвода Героя Советского Союза Кравченко. Иван Хотович остановил тридцатьчетвёрку, откинул
люк, с жадностью вдохнул влажный апрельский воздух и тут же его захлопнул: с противоположной окраины в фольварк втягивались фашистские танки. Разведка! Кравченко приказал взводу укрыться за домами. Взвод успел занять выгодную позицию, противник приближался, не замечая засады. Показался головной танк, за ним шла «пантера».
— Огонь! Головной танк был подбит с первых же выстрелов, загорелась «пантера», закрутился на месте с перебитой гусеницей «тигр», уткнулся в стену дома второй. Танки Кравченко выдвинулись вперёд, продолжали вести огонь, обратив в бегство вражескую
пехоту. Вскоре к фольварку подтянулась вся бригада.

В бою за Фриденсдорф танкистов И. Х. Кравченко поддерживали самоходчики 1454-го самоходно-артиллерийского полка подполковника П. А. Мельникова. В этом бою экипажи самоходок старших сержантов А. Н. Кибизова, Третьякова и Гармидера уничтожили три тяжёлых танка «Тигр», четыре средних танка, а также несколько орудий. Командиру полка подполковнику П. А. Мельникову и сержанту А. Н. Кибизову было присвоено звание Героя Советского Союза.
Утром 18 апреля бригада начала наступление на Янсфельде (Бранденбург) и к вечеру овладела им. За период с 16 по 18 апреля взвод И. Х. Кравченко записал на свой боевой счёт 4 уничтоженных танка «Тигр», три автомашины, три орудия с прислугой и до 100 солдат и офицеров противника. Из них на счету экипажа И. Х. Кравченко — один танк «Тигр» и два орудия. По оценке командира 3-го танкового батальона гвардии капитана Деркача, «взвод тов. Кравченко действовал энергично и решительно, тов. Кравченко показал умелое руководство взводом в бою, всегда своевременно обеспечивал командира батальона необходимыми данными о противнике для принятия решения… в бою тов. Кравченко смел и храбр». За эти бои был награждён орденом Отечественной войны II степени (9 мая 1945).
По архивным данным, Герой Советского Союза И. Х. Кравченко был убит при чрезвычайном происшествии 1 мая 1945 года, похоронен на центральной площади города Ландсберг района Пройсиш-Айлау (нем. Kreis Preußisch Eylau) административного округа Кёнигсберг провинции Восточная Пруссия Германии, ныне город Гурово-Илавецке Бартошицкого повета Варминьско-Мазурского воеводства Польши, затем перезахоронен в городе Бранево Браневского повята Варминьско-Мазурского воеводства, около шоссе и односторонней линии Фромборк-Бранево в Польше. По другим данным, 1 мая 1945 года погиб в уличном бою в Берлине, похоронен в Берлине.

## Награды
- Герой Советского Союза (27 февраля 1945 медаль «Золотая Звезда» № 5146)[14];
- Орден Ленина (27 февраля 1945)[14];
- Орден Красного Знамени (23 августа 1944)[4];
- Орден Отечественной войны II степени (9 мая 1945)[5].

## Память
Бюст И. Х. Кравченко установлен в городе Борисполь и селе Гнедин (установлен в 1984 году). В школьном музее памяти Гнединской общеобразовательной школы имени Петра Яцыка имеется стенд, посвящённый И. Х. Кравченко, на котором, в частности, представлено последнее письмо И. Х. Кравченко с фронта (передано в 2006 году в дар музею родственниками героя). С 2007 года решением Гнединского сельсовета лучшим ученикам 8-11 классов школы за отличные успехи в учёбе и активное участие во внеклассной школьной жизни предоставляется ежемесячная стипендия имени Иван Хотовича Кравченко.

## Семья
Отец — Хот Павлович Кравченко, в годы войны жил в селе Гнедин ныне Бориспольского района Киевской области Украины. В семье было трое сыновей: Яков, Василий и Иван.